# (9313) Protea
(9313) Protea es un asteroide perteneciente al cinturón de asteroides descubierto por Eric Walter Elst el 13 de febrero de 1988 desde el Observatorio de La Silla, Chile.

## Designación y nombre
Protea se designó al principio como 1988 CH3.
Más tarde, en 1999, fue nombrado por las proteáceas, una familia de plantas.

## Características orbitales
Protea está situado a una distancia media del Sol de 2,636 ua, pudiendo acercarse hasta 2,237 ua y alejarse hasta 3,034 ua. Tiene una inclinación orbital de 13,03 grados y una excentricidad de 0,1513. Emplea en completar una órbita alrededor del Sol 1563 días. El movimiento de Protea sobre el fondo estelar es de 0,2303 grados por día.

## Características físicas
La magnitud absoluta de Protea es 13,7.